# Stephen Victor Graham
Stephen Victor Graham, né le 4 mars 1874 dans le comté de Cass au Michigan et mort le 2 septembre 1955 à Los Angeles en Californie, est un homme politique américain. Il est gouverneur des Samoa américaines de 1927 à 1929.